# 平昌警察署
平昌警察署（ピョンチャンけいさつしょ）は、江原地方警察庁所管の警察署である。

## 管轄区域
- 平昌郡

## 沿革
- 1945年8月15日 -　平昌保安署設置。
- 1945年10月21日 - 平昌警察署に改称。

## 管轄地区隊
- 平昌地区隊
- 中部地区隊

## 管轄派出所
- 大和派出所
- 珍富派出所
- 大関嶺派出所

## 管轄治安センター
- 芳林治安センター
- 甲川治安センター
- 雲橋治安センター
- 美灘治安センター
- 龍坪治安センター